# Шаррер, Адам
Адам Ша́ррер (нем. Adam Scharrer; 13 июля 1889, Вендельштайн Бавария — 2 марта 1948, Шверин) — немецкий писатель и драматург.

## Биография
Из крестьян. Слесарь по образованию. В поисках работы побывал во многих городах Германии, Австрии, Швейцарии и Италии. Брался за любую работу, был подмастерьем, токарем, разнорабочим на верфи.
Участник Первой мировой войны (1914—1918). После её окончания — рабочий, вступил в марксистскую организацию — Союз Спартака. В 1920—1933 гг. — член коммунистической партии Германии.
Редактировал газету «Kommunistische Arbeiterzeitung», сотрудничал с журналом «Proletarier», в котором в 1925 году опубликовал свой первый рассказ: «Weintrauben» (Виноград).
После прихода к власти фашистов в 1933 г. эмигрировал в Чехословакию. В 1934 году нацистами был лишён германского гражданства. В 1935 по приглашению Союза писателей СССР приехал в Советский Союз, до 1945 жил на Украине и в Москве, где продолжал заниматься литературной деятельностью.
После 1945 активно участвовал в создании немецкой демократической литературы.
Умер в 1948 в Шверине в результате сердечного приступа.

## Творчество
Автор ряда антифашистских романов. В центре его произведений герой-одиночка, коммунист.
В своём творчестве в противовес пацифистской и буржуазной литературе о Первой мировой войне, выразил непримиримо-пролетарское отношение к ней, раскрыл подлинную сущность войны, показал революционный путь борьбы с ней. Разоблачал войну, разрушая всякие иллюзии солидарности и товарищества во время войны, и убеждал в том, что другой солидарности, кроме классовой, быть не может. В своих книгах Шаррер связывал рабочего на фронте с рабочим в тылу, на заводах, показывал нарастание революционной борьбы, являющейся выходом из империалистической бойни.

## Избранные произведения

### Проза
- Без Отечества: первая книга о войне, написанная рабочим (роман, 1930)
- Большой обман (роман о жизни пролетариата в Германии во время инфляции, 1931)
- Aus der Art geschlagen (1930)
- Vaterlandslose Gesellen (1930)
- Der große Betrug. Geschichte einer proletarischen Familie (1931)
- Кроты (1933)
- Maulwürfe. Ein deutscher Bauernroman (Прага, 1934)
- Abenteuer eines Hirtenjungen und andere Dorfgeschichten (Москва, 1935)
- Die Bauern von Gottes Gnaden (1935)
- Pennbrüder, Rebellen, Marodeure (Цюрих, 1937)
- Zwei Erzählungen aus dem Leben deutscher Bauern (Москва, 1938)
- Der Krummhofbauer und andere Dorfgeschichten (Киев, 1939)
- Familie Schuhmann. Ein Berliner Roman (Москва, 1939)
- Die Hochzeitsreise (Москва, 1940)
- Wanderschaft (Киев, 1940)
- Der Landpostbote Ignatz Zwinkerer aus Eichendorf bei Bamberg in Bayern, erzählt, was er in seinem Dorf und auf seinen Gängen erlauschte und erlebte (Москва, 1941)
- Der Hirt von Rauhweiler. Roman (Москва, 1942)
- Два соперника и другие деревенские рассказы (Ташкент, 1942)
- Wie der SA-Mann Lakner Erbhofbauer wurde (Москва, 1943)
- Der Landsknecht (Москва, 1943)
- Der Landpostbote Zwinkerer und andere Erzählungen (Москва, 1944)
- In jungen Jahren. Erlebnisroman eines deutschen Arbeiters (Берлин, 1946)
- Dorfgeschichten, einmal anders (Берлин, 1946)
- Das letzte Wort  (Берлин, 1948)
- Der Mann mit der Kugel im Rücken. Fragment eines Romans, Erzählungen und Aufsätze(Берлин, 1946)
- Heiner, der Hütejunge(Берлин, 1979)

### Пьесы
- Пашня на Чёрной горе: Крестьянская трагедия в 4-х д., 7-ми картинах (1942)